# Schleuse Münster
Die Schleuse Münster ist eine Zwillingsschleuse im Dortmund-Ems-Kanals (DEK). Nordöstlich des Stadtzentrums von Münster wird mit der Schleusenanlage eine Fallhöhe von 6,20 Metern überwunden. Die beiden Schleusenkammern ersetzen seit 2014 die zwei alten Schleusen aus den Anfangstagen des Kanalbaus sowie die ehemalige Schleppzugschleuse aus den 1920er Jahren. Über die Schleusenanlage können an der Kanalstufe Schubverbände mit zwei Leichtern und übergroße Motorgüterschiffe gehoben bzw. gesenkt werden. Die Anlage wird vom Wasserstraßen- und Schifffahrtsamt Westdeutsche Kanäle verwaltet und betreut.

## Lage
Im Verlauf des DEK liegt die Schleusenanlage rund vier Kilometer vom Hauptbahnhof Münster entfernt. Die obere Haltung reicht nach Süden bis an das Schiffshebewerk Henrichenburg und den Übergang in den Rhein-Herne-Kanal. Dieser ehemalige Zweigkanal des DEK verläuft bis Herne, wo heute die Schleuse Herne-Ost die Weiterfahrt zum Rhein ermöglicht. 
Direkt im Unterwasser der Schleuse Münster quert die Brücke der Bahnstrecke Münster-Bremen den Kanal. Die untere Haltung erstreckt sich nach Norden über 37 km bis zum Nassen Dreieck und der Schleuse Bevergern. Mit gleichem Wasserstand zweigt dort der Mittellandkanal ab, der über Minden in Richtung Osten bis nach Hannover mit der Schleuse Anderten führt.
Dingstiege 2, 48135 Münster.

## Geschichte
Der Dortmund-Ems-Kanal verbindet seit 1899 Westfalen mit der Nordsee. Grundlage zur Dimensionierung der damaligen Schleusen war der DEK-Schleppkahn. Demzufolge wurden die ersten DEK-Schleusenkammern mit Abmessungen von 67 m Länge und 8,6 m Breite gebaut. Die erste Schleuse in Münster war 1895–1898 aus Mauerwerk errichtet worden und besaß beidseits Stemmtore als Verschlussorgane. Mit der Fertigstellung des DEK ging sie 1899 in Betrieb.
Mit Zunahme des Schiffsgüterverkehrs musste 1912/1913 die Schleuse um eine erste Schleppzugschleuse ergänzt werden. Wie die neuen Schleusen im nördlichen Teil des DEK erhielt die Kammer Abmessungen von 165 × 10 m, sodass zwei DEK-Schleppkähne mit ihrem Schlepper darin Platz fanden. Mit gemauerten Wänden erhielt die Schleusenkammer im Oberhaupt ein Klapptor und am Unterhaupt ein Stemmtor.
Durch den Bau des Mittellandkanals (MLK) wurde der DEK Bestandteil der großräumigen Rhein-Weser-Elbe-Verbindung nach Berlin. Diese war für das Befahren mit längeren Schleppzügen und den größeren RHK-Schleppkähnen geplant und deshalb mit größeren Schleppzugschleusen versehen worden. Dementsprechend baute man zwischen 1919 und 1926 die dritte Schleuse in Münster mit einer Kammerlänge von 223 m und 12 m Breite. Alle drei Schleusen waren als Sparschleusen ausgeführt und bis 2004 in Betrieb.
Eine Besonderheit neben der Schleusenanlage war ein Trockendock, um Schiffe zu bauen oder zu reparieren. Das dreiseitig geschlossene Dock lag westlich des Oberhafens auf dem Gelände der Wasser- und Schifffahrtsverwaltung.

## Neubau
Durch das Verkehrsprojekt Deutsche Einheit Nr. 17 gewann die Südstrecke des DEK ebenfalls an Bedeutung und musste für eine Binnenwasserstraße Klasse Vb ertüchtigt werden, damit der Verkehr mit Großmotorgüterschiffen bis 2.100 Tonnen und Schubverbänden mit zwei Leichtern bis 3.500 Tonnen möglich wurde. Aus diesem Grund musste die Schleuse Münster von 2004 bis 2014 neu gebaut werden.
Baubeginn war im Dezember 2004 auf der Westseite mit dem Neubau der ersten Zwillingskammer aus Stahlbeton. Bei einer Kammerlänge von 190 m und einer Innenbreite von 12,5 m wird das Oberhaupt mit einem Klapptor und das Unterhaupt mit einem Stemmtor verschlossen. Seit dem 26. Februar 2009 ist die neue Kammer 1 in Betrieb. Die Forderung, wegen des Verkehrsaufkommens immer zwei Kammern in Betrieb zu halten, wurde während der Bauzeit durch die alten Kammern 2 und 3 erfüllt.
Im März 2009 begann der Neubau der zweiten identischen Zwillingskammer an der Stelle der langen Schleuse. Sie wurde am 19. Februar 2014 für den Probebetrieb freigegeben. Während dieser Bauzeit konnte der Verkehr über die neue Kammer 1 und die alte Kammer 3 abgewickelt werden. Mit der Einweihung durch den parlamentarischen Staatssekretär Enak Ferlemann war die Erneuerung der Schleusenanlage am 15. April 2014 offiziell abgeschlossen.
Die nicht mehr benötigte Schleppzugschleuse soll zurückgebaut und verfüllt werden.

## Nächste Schleusen
| Fortsetzung                           | Dortmund-Ems-Kanal     | Dortmund-Ems-Kanal      | Dortmund-Ems-Kanal | Dortmund-Ems-Kanal      | Dortmund-Ems-Kanal |
| Rhein- Herne-Kanal                    | Kanal                  | obere Haltung           | Schleuse Münster   | untere Haltung          | Kanal              |
| 56,5 km ← Süden                       | km 15,0                | 45,6 km ← Süden         | km 71,5            | 37,8 km → Norden        | km 109,3           |
| Schleuse Herne-Ost                    | Schleuse Henrichenburg | Wasserstand: 56,50 m NN | Hubhöhe 6,20 m     |                         |                    |
|                                       |                        |                         | Hubhöhe 6,20 m     | Wasserstand: 50,30 m NN | Schleuse Bevergern |
| aktuelle Wasserstände auf Pegelonline |                        |                         |                    |                         |                    |